# 赖默斯哈根
赖默斯哈根是德国梅克伦堡-前波美拉尼亚州的一个市镇。总面积32.23平方公里，总人口459人，其中男性233人，女性226人（2011年12月31日），人口密度14人/平方公里。